# Fermi tutti... arrivo io!
Fermi tutti... arrivo io! è un film del 1953 diretto da Sergio Grieco.

## Produzione
Il film prodotto dalle Produzioni Associate Momi-Caiano fu girato negli studi di Cinecittà, con esterni a Napoli.